# Karl-Friedrich-Gymnasium Mannheim

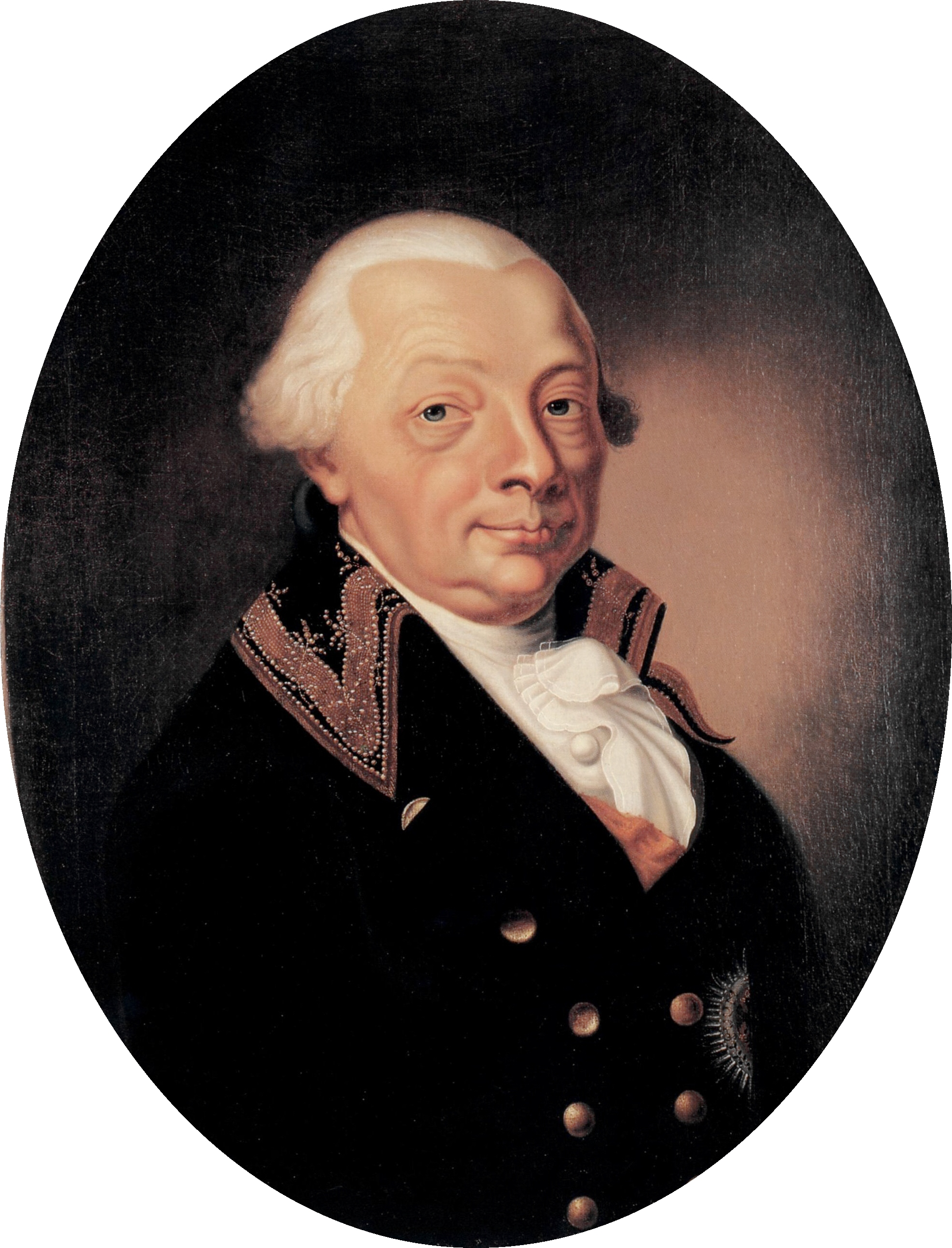
Namensgeber Karl Friedrich von Baden.

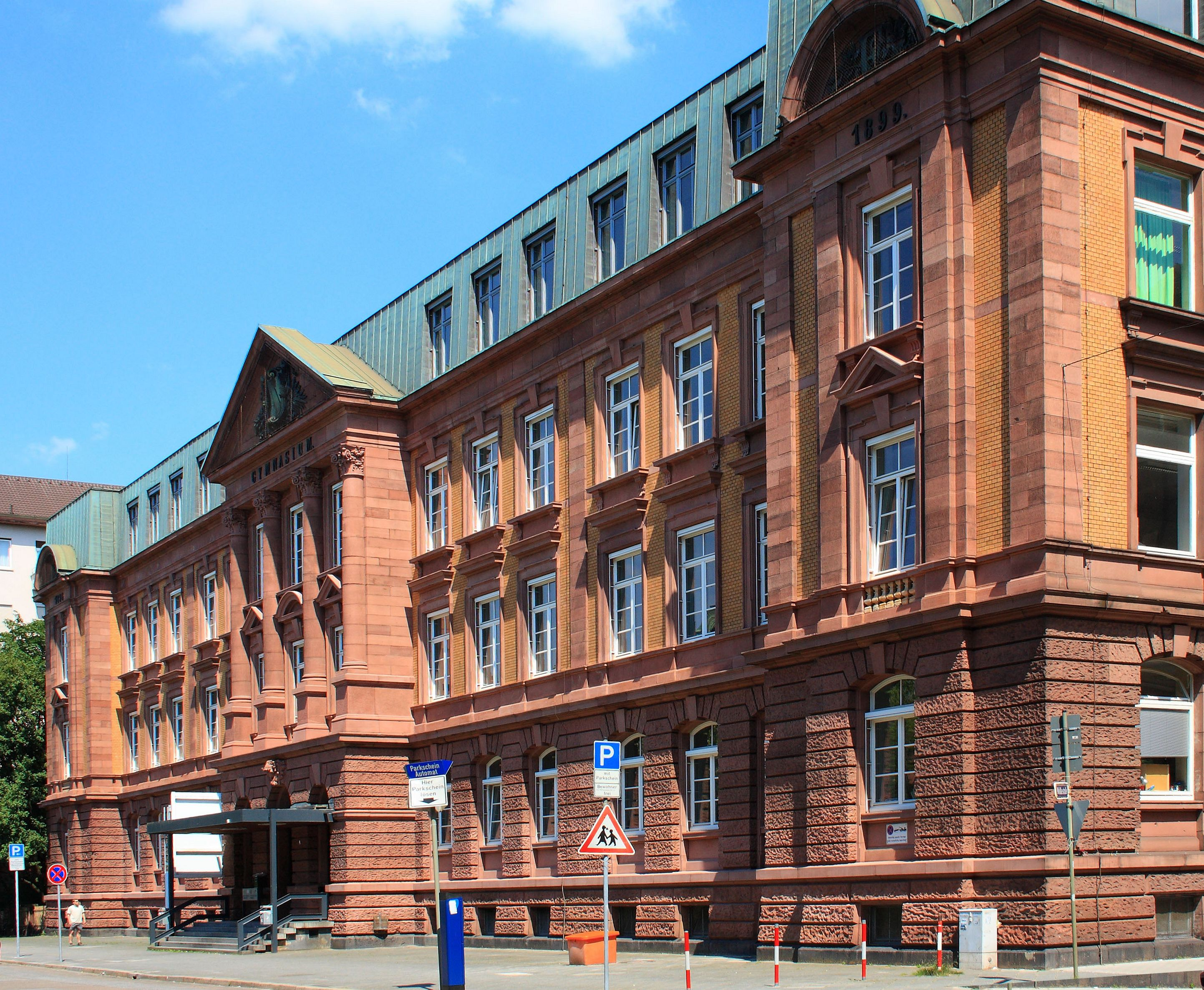
Das Gebäude des Karl-Friedrich-Gymnasiums Mitte 2010.

Das Karl-Friedrich-Gymnasium (kurz: KFG) ist ein humanistisches Gymnasium und die älteste höhere Schule in Mannheim mit einer mehr als 350-jährigen ununterbrochenen Geschichte.

## Historisches
Die Entstehungsgeschichte des Karl-Friedrich-Gymnasiums ist zunächst geprägt von den Auswirkungen der Konfessionalisierung auf das Bildungswesen und von Versuchen, daraus resultierende Streitigkeiten zu überwinden. Für die drei Konfessionen der Reformierten, der Lutheraner und der Katholiken wurden dementsprechend je eigene höhere Schulen gegründet. 1664 wurde die Schule als reformiertes Pädagogium (Lateinschule) von Kurfürst Karl Ludwig begründet. Der erste Rektor, Johann Heinrich Bürger (latinisiert auch Burgerus), trat 1665 sein Amt an. Zuständige Aufsichtsbehörde war der Heidelberger Kirchenrat, der im 18. Jahrhundert die Versuche des Konsistoriums der reformierten Gemeinde Mannheims, die Zuständigkeit für sich zu beanspruchen, erfolgreich abzuwehren vermochte. Eine neue Lage entstand durch den Übergang der Herrschaft an die katholische Linie Pfalz-Neuburg. Philipp Wilhelm ermahnte gleich nach seinem Einzug in die Residenz Heidelberg die Konfessionen zum Frieden. Nachdem die Stadt im Orleansschen Erbfolgekrieg 1689 vollkommen zerstört worden war, begann man im Jahre 1700 mit der Neugründung des reformierten Pädagogiums. Die Gründung des lutherischen Gymnasiums erfolgte dagegen 1711 durch die lutherische Kirchengemeinde. 1720 stiftete dann der aus der katholischen Linie Pfalz-Neuburg stammende Kurfürst Karl Philipp das katholische Jesuiten-Gymnasium. Zwischen 1730 und 1734 wurde ein Kolleggebäude zwischen dem westlichen Schlossflügel und der Jesuitenkirche errichtet. 1738 entstand das Gebäude für das Jesuitengymnasium, das sich in der „Kalten Gass“ befand. Seit 1759 wurden in der Kurpfalz nur noch Absolventen der Schulen in Heidelberg, Mannheim, Neustadt an der Haardt und Kreuznach zum Universitätsstudium zugelassen. 1750 wurde die Unterstützungskasse Cassa Pia für bedürftige Schüler im Jesuitengymnasium gegründet. Die Cassa Pia bestand als Lernmittelbücherei bis nach dem Zweiten Weltkrieg. Als die Revolution ausbrach, begannen im Jahre 1795 die Schülerzahlen aller drei Gymnasien zurückzugehen. 1803 wurde die Kurpfalz aufgelöst und die Stadt Mannheim ging an Baden über. Am 10. November 1807 wurde das „Vereinigte Großherzogliche Lyzeum“, aus den drei konfessionellen Gymnasien durch Großherzog Karl Friedrich von Baden errichtet. Seit 1820 wurden am Lyceum jüdische Schüler aufgenommen, die um 1880 fast ein Drittel der Schülerschaft stellten. 1872 wurde die Schule in „Großherzogliches Gymnasium“ umbenannt. Außerdem wurde die umgekehrte Zählung der Klassen von Sexta bis Prima (VI-I) eingeführt.
Von 1896 bis 1899 wurde vom Badischen Staat das heutige Schulgebäude – damals noch vor der Stadt gelegen – mit verhältnismäßig aufwendigem Fassadendekor im Stil des Historismus und prunkvollem Treppenaufgang errichtet, der unverkennbare stilistische Anspielungen auf den des einstigen Jesuitenkollegs aufweist. Als Konsequenz aus der Gewährung des uneingeschränkten Zugangs von Frauen zu Universitätsstudien im Großherzogtum Baden – als erstem deutschen Land – per Erlass vom 28. Februar 1900 wurde 1902 mit der Koedukation durch Aufnahme von sieben Mädchen in die Sexta begonnen. 1905 gründeten Ehemalige den heute noch bestehenden „Alt-Herren-Verband des Karl-Friedrich-Gymnasiums Mannheim“, dessen Mitgliederzahl bis 1930, vor allem durch das Wirken des ehemaligen Direktors Wilhelm Caspari als Vorsitzenden, auf 840 anstieg, darunter von Anfang an – wenn auch wenige – weibliche Mitglieder. 1907 erhielt das Gymnasium in Erinnerung an den ersten badischen Großherzog Karl Friedrich seinen heutigen Namen Karl-Friedrich-Gymnasium. Im Zweiten Weltkrieg wurden 1943 die Unter- und Mittelstufe ausgelagert, das Schulhaus zu 60 Prozent zerstört und der Schulbetrieb im März 1945 eingestellt. Im Dezember 1945 nahm das Karl-Friedrich-Gymnasium den Unterricht im halb ausgebrannten Schulhaus wieder auf. Dieses wurde 1950 wiederhergestellt und 1961/1962 großzügig modernisiert, wobei in dem durch Aufstockung neugewonnenen Obergeschoss naturwissenschaftliche Fach- und Praktikumsräume eingerichtet wurden. In einer Zeit, die der Architektur des Historismus mit Geringschätzung begegnete, wurde dafür die Beeinträchtigung der stilistischen Einheitlichkeit des Gebäudes in Kauf genommen. 1972 feierte das Karl-Friedrich-Gymnasium sein 300-jähriges Bestehen, wobei der ehemalige Schüler und spätere Astrophysiker Heinz Haber die Festansprache hielt. Seit dem Schuljahr 1966/67 ist eine Einrichtung des Zweiten Bildungsweges, an der Erwachsene innerhalb von drei Jahren das Abitur erwerben können, als Tagesschule angegliedert, das Staatliche Kolleg Mannheim, das für den nicht mit den Schülern des Gymnasiums gemeinsam erteilten Unterricht über eigene Unterrichtsräume in der Traitteurstraße 28-34 verfügt (zuvor im Kinder- und Jugendhilfezentrum Wespinstift, Mecklenburger Straße 56).
Zwischen 1974 und 1975 wurde ein landesweiter Schulversuch unternommen, um die reformierte Oberstufe zu erproben. 1978 wurde allgemein die NGO (Neue Gymnasiale Oberstufe) eingeführt. 1984 wurde neben dem altsprachlichen der neusprachliche NI-Zug eingerichtet. 1996 wurde das naturwissenschaftliche Profil und 1998 der achtjährige Zug eingeführt. Ab 2003/2004 konnte auch Spanisch als vierte Fremdsprache gewählt werden; zudem wurde die Schule ein europäisches Gymnasium. Seit 2007 wird das Fach NWT in der Regel in zwei Klassen unterrichtet. Seit einigen Jahren bietet das Karl-Friedrich-Gymnasium eine differenzierte Begabtenförderung in den Klassen 5 und 6 an. Mit der verbindlichen landesweiten Einführung des achtjährigen Gymnasiums 2004 entfiel zunächst die Möglichkeit des neunjährigen Abiturzuges, doch konnte die Schule diesen seit 2013 wieder anbieten, da das im Rahmen des Schulversuchs G 9 vorgelegte Konzept der Schule für einen neunjährigen Zug, der besonders in der Mittelstufe mehr Zeit für die Vertiefung der Allgemeinbildung vorsieht, vom Ministerium für Kultus, Jugend und Sport Baden-Württemberg genehmigt wurde.
In den Jahren 2009 bis 2016 erfolgte eine Generalsanierung von Schulgebäude und Schulhof, in deren Rahmen an die rückwärtigen Flügel des historischen Gebäudes von Seiten des Schulhofs, zwei Treppentürme mit Liften in Glasbetonbauweise angefügt wurden, um Sicherheitsanforderungen Genüge zu tun und Behindertengerechtigkeit zu garantieren. Durch temporäre Aufstellung von Schulcontainern auf dem Schulhof und in den angrenzenden Straßen wurde die Aufrechterhaltung des Unterrichtsbetriebes während der laufenden Arbeiten im Gebäude ermöglicht. Anders als diese blieb die aus demselben Grund gegenüber der Kunsthalle errichtete sogenannte Dependance auch nach Abschluss der Sanierungsarbeiten wegen des fortbestehenden Raumbedarfs erhalten.

### Direktoren seit der Vereinigung von 1807
Konfessionell alternierende Direktoren 1807–1854
- 1807–1822: Bernhard Seiler (rk)
- 1807–1830: Johann J. Weickum (ev)
- 1807–1850: Friedrich August Nüßlin (ev)
- 1822–1854: Franz Gräff (rk)
- 1850–1854: Johann Peter Behaghel

- 1854–1869: Johann Peter Behaghel
- 1870–1878: Ferdinand Caspari
- 1879–1881: Franz L. Dammert
- 1881–1906: Ferdinand Haug
- 1906–1909: Julius Keller
- 1909–1922: Wilhelm Caspari
- 1922–1932: Hermann Rieger
- 1932–1942: Hermann Krakert
- 1942–1943: Gustav Mittelstrass
- 1943–1946: Hermann Gropengießer
- 1946–1953: Paul Schredelsecker
- 1953–1957: Paul Rave
- 1957–1957: Alfred Bachstein (kommissarisch)
- 1957–1974: Karl A. Müller
- 1974–1996: Hansjörg Probst
- 1996–2014: Hermann Wiegand
- seit 2014: Alexander Sauter

## Schüler und Lehrer
- Georg Franz Wiesner (1731–1797), katholischer Theologe
- Peter von Winter (1754–1825), Komponist, Hofmusiker, Musikpädagoge
- Karl August von Malchus (1770–1840), Staatswissenschaftler, Staatsbediensteter und Minister, Publizist
- Ludwig Walrad Medicus (1771–1850), Hochschullehrer für Forst- und Landwirtschaft
- Ludwig von Leonrod (1774–1859), Rechtswissenschaftler, Richter und Politiker
- Seligmann Ladenburg (1797–1873), Bankier, Mitgründer fast aller großer Unternehmen seiner Zeit in Baden, darunter der BASF AG und der Südzucker AG
- Wilhelm Eisenlohr (1799–1872), von 1819 bis 1840 Hauptlehrer/Professor für Mathematik und Physik am Vereinigten Großherzoglichen Lyceum, später Professor für Physik am Polytechnischen Institut in Karlsruhe, Gründer der ersten Gewerbeschule Badens in Mannheim
- Karl Friedrich Schimper (1803–1867), Naturwissenschaftler, Botaniker und Geologe
- Heinrich Christian Diffené (1804–1883), Kaufmann (Weinhandel, Binnenschifffahrt, Bank- und Börsenwesen), Handelsrichter, Erster Bürgermeister Mannheims
- Alexander von Soiron (1806–1855), Rechtsanwalt, liberaler badischer Politiker, Mitglied der badischen Zweiten Kammer, Vizepräsident der Frankfurter Nationalversammlung 1848/49, Mitglied des Verfassungsausschusses
- Karl Mathy (1807–1868), Journalist, Bankier, liberaler badischer Politiker, Mitglied der badischen Zweiten Kammer, Mitglied der Frankfurter Nationalversammlung 1848/49, Regierungschef von Baden, Herausgeber der Deutschen Zeitung
- Philipp von Jolly (1809–1884), Mathematiker und Physiker, Professor an den Universitäten Heidelberg und München
- Leopold Ladenburg (1809–1889), Rechtsanwalt und juristischer Autor, liberaler badischer Politiker, Mitglied des Mannheimer Großen Bürgerausschusses, Vorsitzender der jüdischen Gemeinde, Mitgründer der BASF AG
- Peter Anton Schleyer (1810–1862), Theologe und Priester, Professor an der Universität Freiburg
- Christoph Wolff (1810–1901), Anwalt und liberaler Kommunalpolitiker in Baden-Baden, revolutionärer Zivilkommissar und Bürgermeister von Baden-Baden 1849
- Friedrich Daniel Bassermann (1811–1855), Kaufmann (Pharmazeutika), liberaler badischer Politiker, Mitglied der badischen Zweiten Kammer, Mitglied der Frankfurter Nationalversammlung 1848/49 und Mitglied der provisorischen Regierung, Verleger der Deutschen Zeitung
- Friedrich Hecker (1811–1881), Rechtsanwalt, badischer Revolutionsheld („Heckerzug“), Farmer in Illinois, Oberst der Nordstaaten im US-Sezessionskrieg
- Karl Hecker (1812–1878), Chirurg und Augenheilkundler, Professor an der Universität Freiburg
- Lorenz Brentano (1813–1891), Richter, Mitglied der badischen Zweiten Kammer, Leiter der provisorischen revolutionären Regierung von Baden 1849, Journalist und Verleger in Chicago, Mitglied des US-Repräsentantenhauses
- Ludwig Häusser (1818–1867), Historiker und klassischer Philologe, Lehrer, Journalist, Professor an der Universität Heidelberg, badischer liberaler Politiker, Mitglied der badischen Zweiten Kammer, Ehrenbürger Heidelbergs
- Carl Metz (1818–1877), Ingenieur und Fabrikant von Feuerlöschgeräten (heute Rosenbauer Karlsruhe), Begründer der Freiwilligen Feuerwehren
- Anton Bassermann (1821–1897), Richter, Mitglied der badischen Zweiten Kammer (Nationalliberale Partei), Präsident des Landgerichts Mannheim
- Friedrich Engelhorn (1821–1902), Goldschmied, Gasunternehmer und Initiator der BASF AG (Mitgründer und erster kaufmännischer Direktor)
- Adolf Kußmaul (1822–1902), Landarzt und Professor an den Universitäten Heidelberg, Erlangen, Freiburg und Straßburg, Ehrenbürger Heidelbergs
- Friedrich von Gemmingen (1823–1882), österreichisch-ungarischer Kämmerer
- Julius Jolly (1823–1891), Jurist, Professor an der Universität Heidelberg, Mitglied der badischen Ersten Kammer, danach der Zweiten Kammer (Nationalliberale Partei), Nachfolger Karl Mathys als Regierungschef von Baden
- Karl Dyckerhoff (1825–1893), Architekt
- Franz von Roggenbach (1825–1907), Jurist, badischer Außen- und Handelsminister, Mitglied der badischen Zweiten Kammer und des Reichstags (Liberale Reichspartei), Ehrenbürger Offenburgs
- Karl Blind (1826–1907), badischer Revolutionär, Teilnehmer des Heckerzugs und des Struve-Putschs 1848, Gesandter der revolutionären badischen Regierung 1849 in Paris, Journalist und Publizist in England
- Heinrich Thorbecke (1837–1890), Hochschullehrer und Arabist
- Viktor Lenel (1838–1917), Fabrikant, Handelsrichter, Präsident der Handelskammer, Mitglied des Mannheimer Bürgerausschusses und erstes jüdisches Mitglied der badischen Ersten Kammer (Nationalliberale Partei), Mäzen
- Hermann Levi (1839–1900), Dirigent, Pianist, Komponist, Ehrenbürger Garmisch-Partenkirchens
- Ernst Schröder (1841–1902), Mathematiker und Logiker, Professor an der TH Darmstadt und der TH Karlsruhe (Schröder-Zahlen)
- Robert Benckiser (1845–1908), Jurist, badischer Beamter und Richter am Verwaltungsgerichtshof Karlsruhe
- Ludwig Darmstaedter (1846–1927), Chemiker und Fabrikant, Wissenschaftshistoriker, Mäzen
- Friedrich Engesser (1848–1931), Bauingenieur, Professor für Statik, Brückenbau und Eisenbahnwesen an der TH Karlsruhe
- Julius Bensheimer (1850–1917), Gründer des juristischen Verlags J. Bensheimer, Mannheim, Berlin, Leipzig
- Ernst Bassermann (1854–1917), Rechtsanwalt, Mannheimer Stadtrat, Mitglied des Reichstags (Fraktionsvorsitzender der Nationalliberalen Partei)
- Julius Roßhirt (1854–1908), Wasserbauingenieur
- Emil Engelhard (1854–1920), Chemiker, Fabrikant, Mannheimer Stadtrat und Präsident der Handelskammer, Mitglied der badischen Ersten Kammer (Nationalliberale Partei), Mitglied der Weimarer Nationalversammlung (DDP)
- Henry Morgenthau sen. (1856–1946), US-amerikanischer Jurist und Immobilienhändler, Botschafter der USA an der Hohen Pforte (Osmanisches Reich)
- John Gustav Weiss (1857–1943), Historiker, Journalist, Mitglied der Ersten und der Zweiten badischen Kammer (Nationalliberale Partei), Bürgermeister und Ehrenbürger von Eberbach
- Max Hachenburg (1860–1951), Rechtsanwalt, juristischer Autor, NS-Verfolgter, Ehrenbürger Mannheims
- Wilhelm Solf (1862–1936), Indologe, Diplomat, Gouverneur von Samoa, letzter Außenminister des Kaiserreichs
- Kurt Witthauer (1865–1911), Internist, „Vater des Aspirins“
- Otto Hermann Kahn (1867–1934), US-amerikanischer Investmentbanker, Manager und Mäzen
- Ludwig Landmann (1868–1945), Jurist, Mannheimer Stadtsyndikus, Oberbürgermeister von Frankfurt am Main (DDP), NS-Verfolgter
- Heinrich Wetzlar (1868–1943), Staatsanwalt, Richter, Präsident des Landgerichts Mannheim, NS-Opfer (Theresienstadt)
- Richard Lenel (1869–1950), Fabrikant, Präsident der Handelskammer, Mitglied des Bürgerausschusses (DVP), NS-Verfolgter, Ehrenbürger Mannheims
- Theodor Schindler (1870–1950), Zeichenlehrer am KFG, Maler
- Hermann Müller (1876–1931), Außenminister und zweimaliger Reichskanzler der Weimarer Republik, SPD-Mitvorsitzender
- Franz Mayer (1882–1975), Unternehmer in Mexico, Sammler mexikanischer Kunst
- Florian Waldeck (1886–1960), Rechtsanwalt, Mannheimer Stadtverordneter, Mitglied des badischen Landtags (DVP), NS-Verfolgter, Gemeinderatsmitglied (CDU), Präsident der Bundesrechtsanwaltskammer, Ehrenbürger Mannheims
- Franz Schnabel (1887–1966), Historiker, Lehrer, Professor an der TU Karlsruhe und an der LMU München, Ehrenbürger Mannheims
- Fritz Cahn-Garnier (1889–1949), Jurist, Mannheimer Stadtsyndikus, Überlebender des KZ Dachau, später Mitglied der Vorläufigen Volksvertretung und Finanzminister Württemberg-Badens, Mitglied der Verfassunggebenden Versammlung und des Landtags Baden-Württembergs, Oberbürgermeister Mannheims (SPD)
- Theodor Humpert (1889–1968), Lehrer und Historiker
- Paul Nikolaus, bürgerlich Paul Nikolaus Steiner (1894–1933), Dichter und Bühnenautor, Kabarettist und Conférencier
- Willy Oeser (1897–1966), Maler und Glaskünstler
- Max Silberstein (1897–1966), Staatsanwalt, Richter, Überlebender des KZ Buchenwald, später Richter und Gerichtspräsident in Mannheim (LG) und Karlsruhe (OLG)
- Rudolf Höß (1901–1947), SS-Obersturmbannführer und 1940–1943 Kommandant des Konzentrationslagers Auschwitz
- Walter Elsasser (1904–1991), Physiker, Professor für Geophysik in den USA, zuletzt an der Johns Hopkins University
- Julius Karg (1907–2004), Staatsbeamter zur Zeit des Nationalsozialismus und SS-Mitglied
- Gustav Adolf Scheel (1907–1979), Arzt und Reichsstudentenführer (1936–1945) in der Zeit des Nationalsozialismus
- Eckart Hachfeld (1910–1994), Schriftsteller, Drehbuchautor und Liedtexter für Udo Jürgens
- Viktor Pöschl (1910–1997), Altphilologe, Professor an der Universität Heidelberg
- Max Steinmetz (1912–1990), Historiker, Professor in Jena und Leipzig
- Heinz Haber (1913–1990), Physiker, Raumfahrtmediziner und Wissenschaftspublizist
- Otto Graff (1917–2014), Zoologe und Bodenkundler, Professor in Gießen
- Paul Kübler (1922–1969), Philologe und Historiker, Lehrer, Mitglied des Mannheimer Gemeinderats und des Deutschen Bundestages (SPD)
- Elsbeth Janda (1923–2005), Musiklehrerin, Schauspielerin, Entertainerin, Moderatorin
- Erich Gropengießer (1925–2003), Archäologe, Historiker, Leiter des Reiss-Museums
- Meinrad Schaab (1928–2000), Historiker der Kurpfalz
- Hans Armin Gärtner (1930–2022), Klassischer Philologe, Professor in Heidelberg
- Lothar Michael Schmitt (1931–2011), Dramaturg, Regisseur, Synchronautor, Synchronregisseur
- Hubert Mehler (* 1934), Staatsanwalt, Richter, Leiter des Polizeipräsidiums Oberfranken, Präsident des bayerischen Landesamtes für Verfassungsschutz
- Reinhard Mußgnug (* 1935), Jurist, Professor für öffentliches Recht an der Universität Heidelberg
- Klaus Rosen (* 1937), Althistoriker, Professor an den Universitäten Eichstätt und Bonn
- Konstanze Wegner (* 1938), Historikerin, Mitglied des Mannheimer Stadtrats und des Deutschen Bundestags (SPD)
- Dieter Asmus (* 1939), Kunstlehrer am KFG, Maler
- Dieter Ludwig (1939–2020), Bauingenieur, Leiter der Karlsruher Verkehrsgesellschaften, Initiator des „Karlsruher Modells“
- Ursula Spuler-Stegemann (* 1939), Turkologin
- Friedhelm Klein (* 1940), Offizier und Historiker, Leiter des Militärgeschichtlichen Forschungsamts
- Wolf-Lüder Liebermann (* 1941), klassischer Philologe, Professor an den Universitäten Bielefeld und Gießen
- Frieder Bernius (* 1947), Chor- und Orchesterdirigent
- Hugo Müller-Vogg (* 1947), Volkswirt, Journalist und Publizist, Herausgeber der Frankfurter Allgemeinen Zeitung
- Hanns von Mühlenfels (* 1948), Regisseur
- Herbert Henck (1948–2025). Pianist
- Alexander Roßnagel (* 1950), Jurist, Professor für Öffentliches Recht an der Universität Kassel
- Reimund Gerhard (* 1952), Physiker, Professor für Angewandte Physik kondensierter Materie an der Universität Potsdam
- Hubertus R. Drobner (* 1955), Klass. Philologe, Kath. Theologe und Archäologe, Professor für Kirchengeschichte und Patrologie an der Theologischen Fakultät Paderborn
- Christian Haass (* 1960), Biochemiker, Professor am ZI Mannheim und an der LMU München, Alzheimer-Forscher
- Martina Münch (* 1961), Ärztin, Mitglied des Landtages und Ministerin des Landes Brandenburg (SPD)
- Jochen Zeitz (* 1963), Betriebswirt, Vorstandsvorsitzender der Puma AG, Kunstsammler
- Tim Christian Lüth (* 1965), Ingenieur und Informatiker, Professor für computer- und robotergestützte Medizintechnik in Berlin und an der TU München